# Flandre française
 (octobre 2021).
Si vous disposez d'ouvrages ou d'articles de référence ou si vous connaissez des sites web de qualité traitant du thème abordé ici, merci de compléter l'article en donnant les références utiles à sa vérifiabilité et en les liant à la section « Notes et références ».
Pour les articles homonymes, voir Flandre et Comté de Flandre.
Ne doit pas être confondu avec Flandre wallonne ou Westhoek français.
Entités précédentes :
- Dunkerque et Mardyck
- Comté de Flandre

Entités suivantes :
- Département du Nord

La Flandre française (ou parfois les Flandres françaises) est la partie de l'ancien comté de Flandre qui fait aujourd'hui partie de la France, et qui consiste traditionnellement en la moitié nord du département du Nord, auquel s'ajoutent quatre communes du Pas-de-Calais (voir Étendue géographique ci-dessous),.
Traditionnellement, la Flandre française consiste en deux provinces distinctes : 
- au nord, la Flandre maritime (ou Flandre flamingante), où l'on parle historiquement le flamand. Il correspond en grande partie au Westhoek français et à l'actuel arrondissement de Dunkerque. La principale ville est Dunkerque, mais on y trouve aussi Cassel, Hazebrouck et Bailleul.
- au sud, la Flandre wallonne (aussi appelée Flandre gallicante ou Flandre romane), qui était la partie de l'ancien comté de Flandre où l'on a toujours parlé roman puis picard ou français[3]. La Flandre romane est la partie la plus peuplée de la Flandre française, abritant notamment sa plus grande ville, Lille, parfois surnommée en France la « Capitale des Flandres ». Les autres villes principales de la Flandre romane sont Roubaix, Tourcoing, Armentières et Douai.

Il existe d'autres territoires dits flamands comme les Flandres artésiennes autour de Béthune et Saint-Omer, historiquement rattachés au gouvernement général militaire d'Artois.

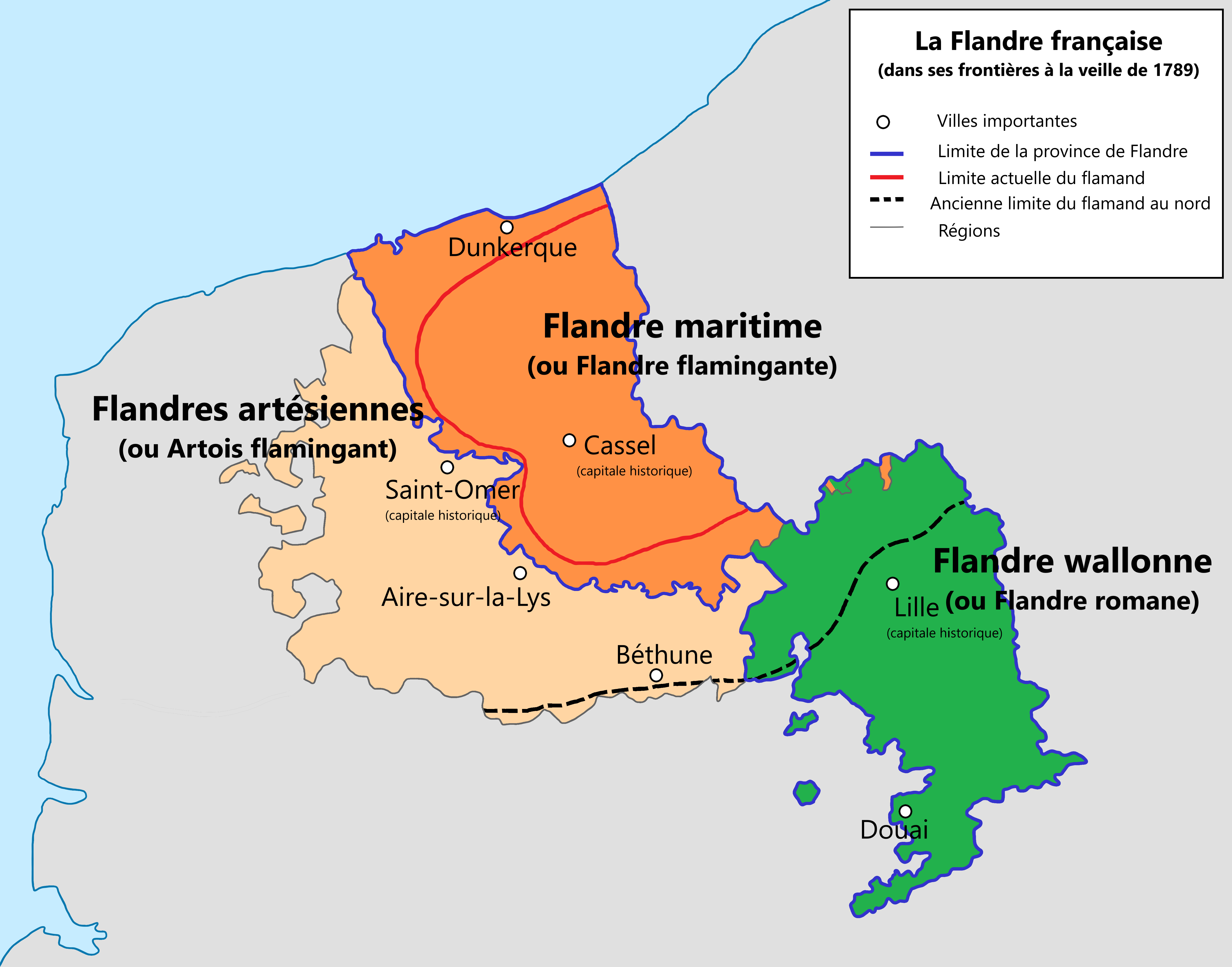
Localisation de la province de Flandre française et des autres territoires flamands.

Depuis sa formation au XVIIe siècle, la Flandre française a été une des provinces de France les plus riches et densément peuplées, ayant joué un rôle de premier plan dans la révolution industrielle en France.

## Étendue et formation de la Flandre française

### Étendue géographique
Source de cette section : État par ordre alphabétique des Villes, Bourgs, Villages & hameaux de la Généralité de Flandres & d'Artois (1787).
La Flandre française consiste, traditionnellement, en la moitié nord du département du Nord, c'est-à-dire des arrondissements de Dunkerque et de Lille (surnommée « la Capitale des Flandres » en France), et d'une partie de l'arrondissement de Douai, ville où se situait le Parlement de Flandre sous l'Ancien Régime. Le sud du Douaisis et la Scarpe sont des limites naturelles au sud du comté de Flandre, et donc de la Flandre française actuelle, même si une ville comme Saint-Amand-les-Eaux se revendique aujourd'hui davantage du Hainaut.
En revanche, pour des raisons historiques et politiques très anciennes, aujourd'hui les limites de la Flandre française évoluent encore, même au-delà du département du Nord. Aujourd'hui quatre communes du Pas-de-Calais se revendiquent davantage de la tradition flamande romane: Fleurbaix, Laventie, Lestrem et Sailly-sur-la-Lys, qui font partie de la communauté de communes de Flandre Lys. En effet, sur le plan politique, du IXe au XVIe siècle c'est tout le comté de Flandre qui faisait partie du royaume de France, et jusqu'au XIIIe siècle le comté englobait le territoire de l'actuelle région Nord-Pas-de-Calais moins la partie à l'est de l'Escaut. Le comte de Flandre était un des douze pairs primitifs du Royaume de France, institués à l'époque capétienne.
En revanche, jusqu'aux VIIe – VIIIe siècles, l'ouest de l'actuel Pas-de-Calais (ouest de l'Artois, Boulonnais) était de langue thioise (bas-francique, ancêtre du flamand) mais la région a très tôt été picardisée,  dès les VIIIe – IXe siècles. Malgré cette francisation précoce la toponymie flamande est restée vivace dans le Pas-de-Calais (par exemple Équihen-Plage, Nortkerque, Sangatte, Westrehem, Wicquinghem, Wissant, etc).
Par conséquent la Flandre française résulte essentiellement de la reconquête du sud du comté de Flandre par la France au XVIIe siècle. Depuis Louis XIV et jusqu'à la Révolution, la Province française de Flandre(s) occupait l'actuel territoire du département du Nord, et incluait aussi le Hainaut français et le Cambrésis.
En revanche, avant la Révolution, en plus des provinces, qui étaient des divisions territoriales juridiques et coutumières, il existait en parallèle un découpage fiscal et politique: les généralités. La généralité de Lille, appelée également « Généralité de Flandre(s) et d'Artois », était constituée de deux « pays d'élection » (ou « Élection »): la Flandre wallonne, dont la capitale était Lille, et la Flandre maritime, dont la capitale était Cassel. La généralité de Lille incluait aussi la province d'Artois mais n'incluait ni le Hainaut français ni le Cambrésis, qui faisaient partie de la généralité de Valenciennes.
En 1789, juste avant l'abolition des provinces, la Flandre française avait une superficie de 2 621 km2. Au 1er janvier 2008, 1 733 184 personnes vivaient sur ce territoire de 2 607 km2, soit une densité de population de 661 hab/km2, parmi les plus élevées en France, et plus élevée que dans la Flandre belge.

#### Flandre gallicante
En 1789, la superficie de la province de Flandre gallicante était de 1 177 km2.
Au recensement de 1806, la population était de 297 883 habitants.
Sa capitale était Lille.
Elle était composée de :
- toutes les communes de l'actuel arrondissement de Lille, à l'exception de Wervicq-Sud et Warneton-Sud (qui faisaient partie de la Flandre maritime, mais Warneton-Bas faisait partie de la Flandre wallonne) et Sainghin-en-Weppes (qui faisait partie de l'Artois)
- 34 communes de l'actuel arrondissement de Douai : Aix, Anhiers, Auchy-lez-Orchies, Beuvry-la-Forêt, Bouvignies, Cantin, Coutiches, Dechy, Douai, Erchin, Estrées, Faumont, Férin, Flines-lez-Raches, Guesnain, Hamel, Lallaing, Landas, Lécluse, Lewarde, Loffre, Marchiennes, Masny, Montigny-en-Ostrevent, Nomain, Orchies, Râches, Raimbeaucourt, Roucourt, Sin-le-Noble, Tilloy-lez-Marchiennes, Vred, Warlaing et Waziers
- trois communes de l'actuel arrondissement de Valenciennes : Brillon, Bousignies et Millonfosse
- cinq communes de l'actuel département du Pas-de-Calais : Estevelles, Étaing, Pont-à-Vendin, Rouvroy et Tortequesne

#### Flandre maritime
En 1789, la superficie de la province de Flandre maritime était de 1 444 km2.
Au recensement de 1806, la population était de 188 926 habitants.
Sa capitale était Cassel.
Elle était composée de :
- toutes les communes de l'actuel arrondissement de Dunkerque, à l'exception de Saint-Momelin (qui faisait partie de l'Artois)
- deux communes de l'actuel arrondissement de Lille : Wervicq-Sud et Warneton-Sud (mais pas Warneton-Bas qui faisait partie de la Flandre wallonne)

## Bilinguisme flamand et roman
La Flandre française est historiquement à la fois flamingante (majeure partie de l'arrondissement de Dunkerque, et plus anciennement vallée de la Lys d'Armentières à Halluin) et romane (domaine d'oïl, Lille, Roubaix, Tourcoing, Douai, Orchies). Anciennement une partie du Pas-de-Calais dénommée Artois flamand (Saint-Omer, Béthune) était aussi flamingante. Lille, plus grande ville de la Flandre française, est depuis toujours dans le domaine d'oïl.
Deux langues, en dehors du français, se côtoient donc encore en Flandre :
- Le picard (appelé « chti » dans la région) en Flandre romane et dans la plupart de l'Artois flamand.
- Le flamand dans le Westhoek français[5] et dans l'arrondissement de Saint-Omer.

Ce bilinguisme date du IIIe siècle, époque à laquelle les Francs occupent en partie la région et apportent avec eux le dialecte germanique qui deviendra le flamand français. Le reste de la région garde la langue romane (latin populaire) dont naîtra la langue d'oïl. Le picard, encore parlé dans certaines parties de la région est un des dialectes de la langue d'oïl qui donnera également le français. La frontière linguistique suit de nos jours à peu près le tracé de la Lys.
Dans le département du Nord on appelle cette région la Flandre ou parfois les Flandres, appellation au pluriel qui trouve d'abord son origine dans le nom flamand de la région (Vlaenderen ou Vlaanderen) puis dans le fait qu'on parlait autrefois de la Flandre flamingante et de la Flandre romane ou Flandre wallonne; aujourd'hui on se réfère encore à plusieurs « Flandres », puisqu'on parle de Flandre belge et de Flandre française. On trouve aussi, plus rarement, les appellations Pays-Bas français ou Flandre du Sud.
La Flandre française forme la moitié la plus peuplée de l'actuel département du Nord (l'autre moitié étant le Hainaut français et le Cambrésis), et encore aujourd'hui le blason d'or au lion noir de l'ancien comté de Flandre est utilisé de façon officieuse pour représenter le département du Nord. En revanche, de façon tout à fait officielle, le blason de Flandre est utilisé aujourd'hui par la gendarmerie nationale où le blason apparaît sur l'uniforme des gendarmes non seulement du département du Nord mais aussi du département du Pas-de-Calais.

## Géographie

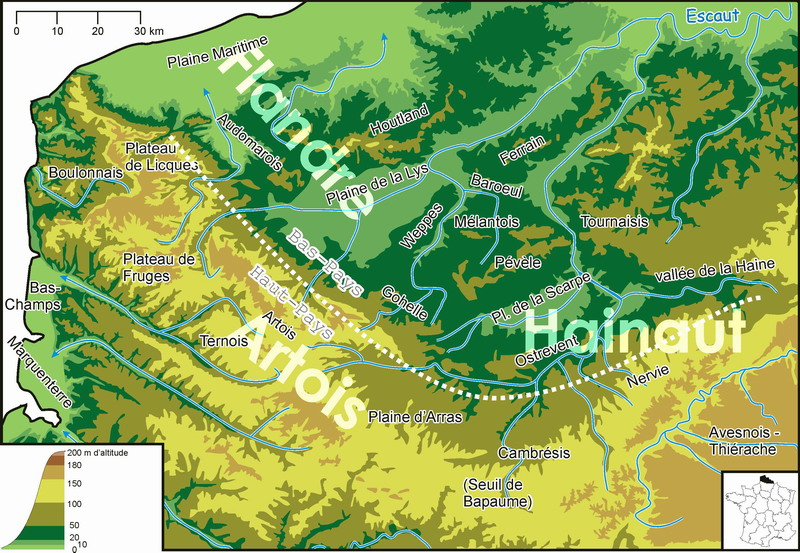
Flandre française dans son contexte géographique.

La Flandre française occupe à peu près la moitié du département du Nord. On y inclut aussi parfois des « bouts » du Pas-de-Calais jadis de langue flamande : l'Artois flamand. Lille (Ryssel en flamand, Rijsel en néerlandais), Roubaix (Robaais) et Tourcoing (Toerkonje) sont ses principales agglomérations, mais elle compte d'autres villes importantes : Douai (Dowaey), Cassel (Kassel), Dunkerque (Duynkerke), Hazebrouck (Hazebroek), Bailleul (Belle), et certains y incluent aussi Saint-Amand-les-Eaux (Sint-Amandt-aen-de-Scherpe), quoique cette dernière fît partie sous l'Ancien Régime non pas de la Flandre française mais du Tournaisis, puis de la province du Hainaut français après la cession de la majeure partie du Tournaisis à l'Autriche en 1713. La Flandre française se compose de deux sous-régions : la Flandre flamingante, également appelée Westhoek, où on parlait historiquement du flamand, et la Flandre romane, de langue picarde.
La Flandre française inclut donc, de son acception la plus restrictive à son acception la plus large, les zones suivantes :
- Le Westhoek français, compris entre la Lys et la mer du Nord. Ce territoire correspond à l'arrondissement de Dunkerque et peut être décomposé en trois régions naturelles :

| Carte : localisation du Blootland dans l'arrondissement de Dunkerque           | • le Blootland (« pays nu ») ou Plaine maritime, qui comprend les villes de Dunkerque (Duynkerke), Bourbourg (Broekburg), Bergues (Sint-Winoksbergen), Hondschoote.                  |
| Carte : localisation du Houtland dans l'arrondissement de Dunkerque            | • le Houtland (« pays du bois »), qui comprend les villes de Wormhout (Wormhoudt), Cassel (Kassel), Hazebrouck (Hazebroek), une partie de Bailleul (Belle).                          |
| Carte : localisation de la plaine de la Lys dans l'arrondissement de Dunkerque | • la plaine de la Lys qui comprend Merville (Merghem), Steenwerck et une partie de Bailleul. Notons que le Pays Cœur de Flandre comprend des communes situées dans le Pas-de-Calais. |

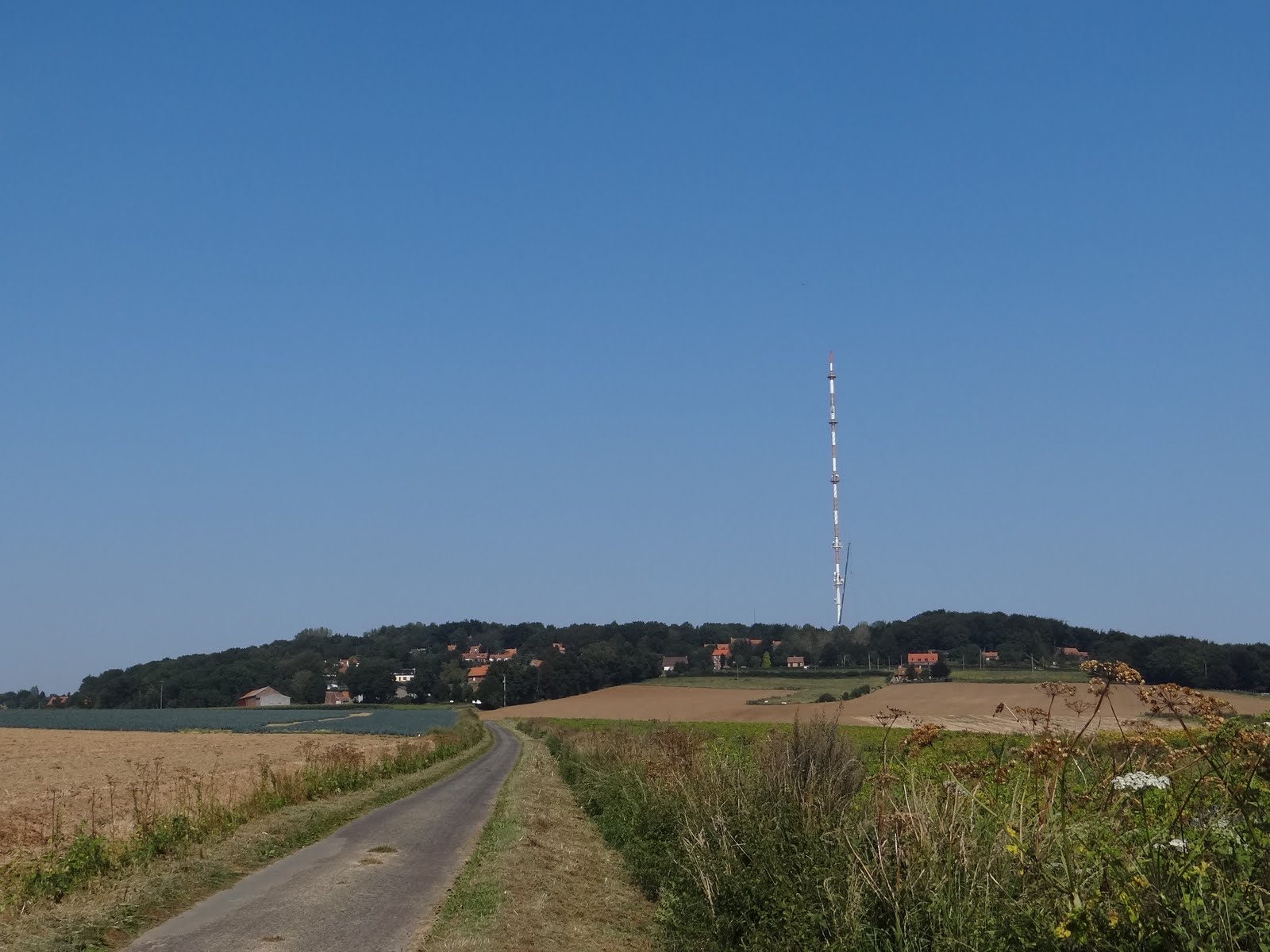
Le mont des Cats.

- La Flandre romane, également appelée Flandre gallicante ou Flandre wallonne, se situe grosso modo entre la Lys (Leye) et la Scarpe. La Flandre romane peut aussi être divisée en trois secteurs :
  - la Flandre lilloise (Rijssels-Vlaanderen) qui correspond à l'agglomération urbaine de Lille (Rijsel ou Ryssel), Roubaix (Robaais) et Tourcoing (Toerkonje) et à sa campagne environnante dont les Weppes.
  - La Pévèle, qui comprend les villes de Bouvines, Pont-à-Marcq et Mons-en-Pévèle, elle forme une zone de transition entre les territoires flamands et picards[6].
  - une partie de l'Ostrevent et du Tournaisis, correspondant à l'ancien Bailliage de Douai, qui s'étend de Douai à Saint-Amand-les-Eaux, en passant par Orchies et Marchiennes situés au sud de la Pévèle à la limite avec le Hainaut.

- On y inclut aussi parfois les arrondissements de Saint-Omer, Béthune et de Calais, situé en Artois et dans l'actuel Pas-de-Calais, mais jadis de langue flamande. On appelle cette zone l'Artois flamand. Même s'il n'est pas situé dans l'Artois flamand, notons que le Pays Cœur de Flandre comprend lui aussi des communes situées dans le Pas-de-Calais.
- Enfin, notons qu'on y inclut aussi parfois tout l'ancien gouvernement militaire dit de Flandre, qui incluait sous l'Ancien Régime la partie devenue française du comté de Flandre, la partie devenue française du Hainaut, ainsi que le Cambrésis, ce secteur a été nommé antérieurement Basse-Picardie[7],[8].

## Histoire

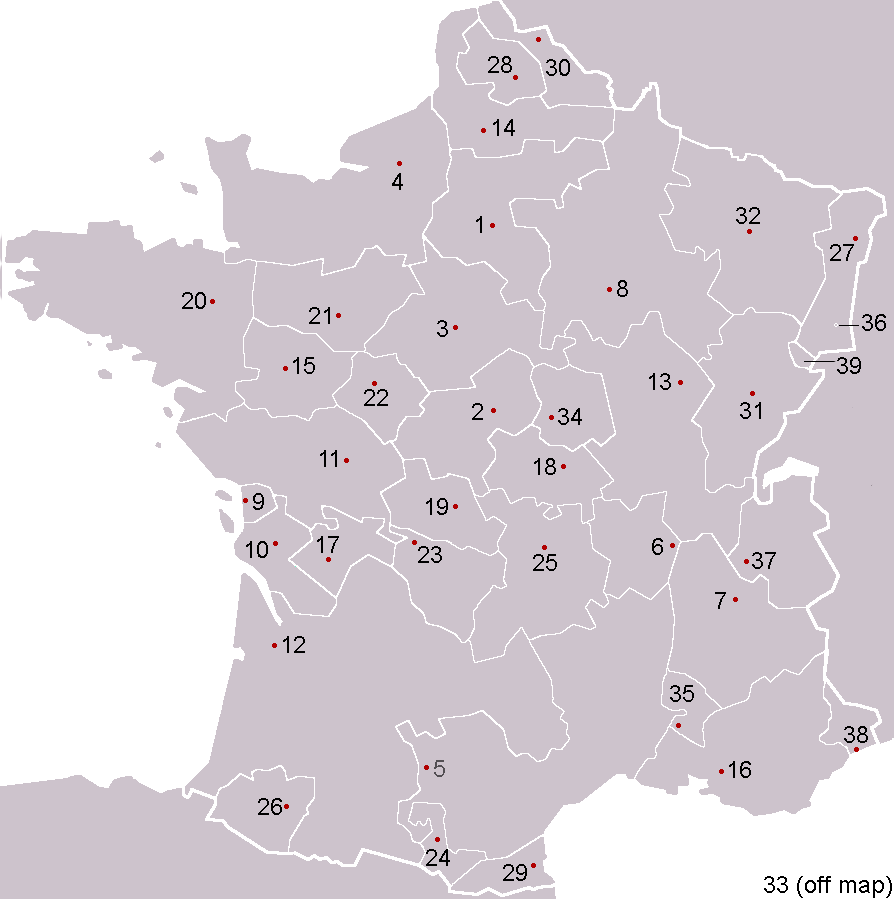
Carte des anciennes provinces de France en 1789.

Blason des Flandres belges et françaises, aussi utilisé de façon coutumière comme blason du département du Nord et de la région Nord-Pas-de-Calais, et officiellement par la gendarmerie française comme insigne de la région Nord-Pas-de-Calais.

La Flandre française fit partie intégrante du comté de Flandre qui lui-même fait officiellement partie du Royaume de Francie occidentale, puis du Royaume de France de 843 (Traité de Verdun) à 1529 (Traités de Cambrai). Celui-ci passa sous domination bourguignonne (Seconde Maison capétienne de Bourgogne) puis habsbourgeoise au sein du Royaume de France, dont il est vassal avant de devenir possession espagnole après 1529 dans le cadre du Saint-Empire romain germanique.
Le territoire comprenant les actuels arrondissements de Lille, de Douai et de Dunkerque fut progressivement restitué à la France sous le règne de Louis XIV (mais cette fois dans le domaine royal, et non comme fief vassal de la couronne de France comme avant 1529) par le traité des Pyrénées en 1659, par l'achat de Dunkerque à l'Angleterre en 1662, par le traité d'Aix-la-Chapelle en 1668 et par le traité de Nimègue en 1678 (ce traité vient entériner notamment les conséquences de la bataille de la Peene à Noordpeene dont l'enjeu était la prise de Saint-Omer). La région n'est définitivement française qu'après 1713 avec le traité de la paix d'Utrecht.
Ce territoire devint alors une province de France (division administrative) sous le nom de Province de Flandre, même si du point de vue de l'administration il était divisé en deux provinces distinctes : la Flandre maritime et la Flandre wallonne. Elle contenait aussi le Hainaut français et le Cambrésis.
En 1790, lors de la division du pays en départements par la Révolution française, la Province de Flandre devint le département du Nord.
Envahie en 1792 par les Autrichiens, Lille est occupée malgré la résistance de sa population. Pichegru la reprend en 1793.
Aujourd'hui la dénomination « Flandre française » désigne une partie du département du Nord et n'a pas de statut administratif propre, si ce n'est par le biais des pays, institués par les lois Chevènement-Voynet. Le mot Flandre apparaît en effet dans les dénominations de deux pays qui ont vu récemment le jour : le Pays Moulins de Flandre et le Pays Cœur de Flandre.

### Étapes de la formation de la Flandre française

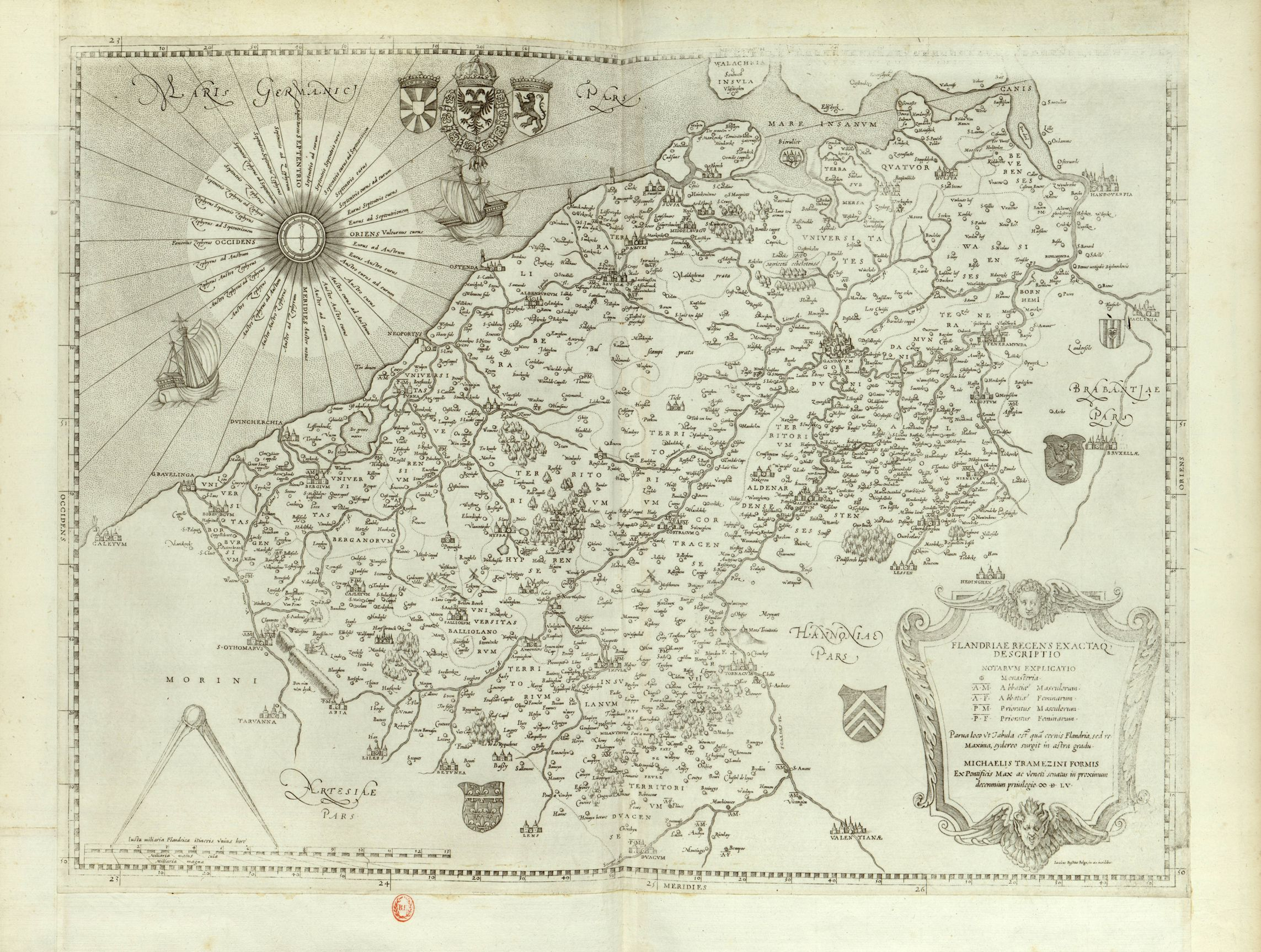
Van Deventer et Mercator, Carte des Flandres, 1555.

- Van Deventer et Mercator, Carte des Flandres, 1555.843-1529 : du traité de Verdun (843) au traité de Cambrai (1529), quasiment toute la Flandre, y compris les parties aujourd'hui situées en Belgique et aux Pays-Bas, faisait partie du royaume de France, à l'exception de la Flandre impériale, qui relevait du Saint-Empire romain germanique. Les rois de France n'exerçaient qu'une suzeraineté lointaine sur la Flandre, les comtes de Flandre gouvernant celle-ci de manière quasi indépendante, comme c'était le cas pour beaucoup d'autres grands fiefs du royaume de France à l'époque. Les rois de France réussirent toutefois à réunir les châtellenies de Lille, Douai et Orchies au domaine royal en 1312, les détachant ainsi du reste de la Flandre (transport de Flandre) et y exerçant leur autorité directement, mais ils les rendirent aux comtes de Flandres en 1369 pour obtenir l'alliance de la Flandre contre l'Angleterre. Après 1384, la Flandre fut intégrée aux états bourguignons et se détacha de plus en plus du royaume de France, même si les rois de France ne cessèrent de revendiquer leur suzeraineté sur la Flandre, qui continua de dépendre du parlement de Paris en dernier ressort de justice. Ce n'est que par le traité de Cambrai signé le 3 août 1529 que les rois de France renoncèrent finalement à leur suzeraineté sur la Flandre, qui quittait ainsi de manière formelle le royaume de France et ne faisait plus partie du ressort du parlement de Paris.
- 1659 : par le traité des Pyrénées, la France acquiert Gravelines et la châtellenie de Bourbourg, cédées par l'Espagne. Gravelines et Bourbourg sont ainsi les deux premières villes flamandes à réintégrer le royaume de France depuis 1529.
- 1662 : le roi d'Angleterre Charles II, à court d'argent, vend à la France Dunkerque et Mardyck le 27 octobre 1662 pour la somme de 5 millions de livres tournois payables au comptant. Cette vente provoque la colère des marchands de Londres, qui craignent que Dunkerque ne devienne une base de corsaires français, mais la garnison anglaise, à qui le Grand Bailli de Dunkerque fait distribuer de l'argent, quitte la ville le 29 novembre avant que le parlement anglais n'ait eu le temps d'intervenir pour faire arrêter l'exécution du traité de vente.
- 1668 : par le traité d'Aix-la-Chapelle, la France acquiert Bergues, Furnes, Armentières, Douai, Lille, Menin, Courtrai et Audenarde avec leur châtellenies et dépendances (dont Comines), ainsi que Tournai et le Tournaisis, tous cédés par l'Espagne.
- 1678 : par le traité de Nimègue, la France rend à l'Espagne Audenarde et Courtrai, mais acquiert Ypres, Wervicq, Warneton, Poperingue, Bailleul et Cassel avec leur châtellenies et dépendances, cédées par l'Espagne.
- 1679-1699 : dans le cadre de la politique des Réunions, la France s'empare en dehors de tout traité de diverses villes et villages flamands appartenant aux Pays-Bas espagnols qu'elle estime être des dépendances des places qui lui ont été cédées par l'Espagne au traité de Nimègue. Parmi ces villes et villages flamands, dont certains sont enclavés dans les territoires déjà acquis par la France et d'autres sont enclavés en territoire espagnol, on trouve notamment Merville, La Motte-aux-Bois, Templemars, Vendeville, Roulers, Lo, Watervliet et Renaix.
- 1699 : en application du traité de Ryswick la France et l'Espagne signent à Lille le 3 décembre 1699 un traité déterminant le sort des villes et villages occupés par la France dans le cadre de la politique des Réunions, occupations que l'Espagne conteste. Par ce traité, la France rend Renaix et Watervliet à l'Espagne mais l'Espagne accepte de reconnaître la souveraineté de la France sur Merville, La Motte-aux-Bois, Templemars, Vendeville, Roulers et Lo.
- 1713 : par les traités d'Utrecht la France cède à l'Autriche, qui hérite des Pays-Bas espagnols, les villes de Furnes, Lo, Ypres, Poperingue, Roulers et Menin avec leur dépendances, ainsi que les parties des villes de Wervicq, Comines et Warneton situées sur la rive nord de la Lys. Ces territoires cédés à l'Autriche en 1713 sont appelés la Flandre rétrocédée ou West-Flandre. La France cède aussi à l'Autriche Tournai et le Tournaisis (sauf Saint-Amand, Mortagne et leurs dépendances).
- 1754 : par un arrêt du Conseil du roi du 4 août 1754, Saint-Amand, Mortagne et leurs dépendances sont détachées de la Flandre française (généralité de Lille) et rattachées à la province du Hainaut français (généralité de Valenciennes).
- 1769 : par le traité des Limites signé le 16 mai 1769 à Versailles, la France et l'Autriche s'échangent des enclaves dans leurs territoires respectifs et rectifient leur frontière en certains points. En ce qui concerne la Flandre, la France cède à l'Autriche Neuve-Église, Dranoutre, et quelques terres agricoles dépendant de la paroisse de Nieppe. La France acquiert Deûlémont, Lezennes, Wannehain, Bourghelles, Sailly-lez-Lannoy, ainsi que plusieurs autres petites enclaves autrichiennes en Flandre française.
- 1779 : par le second traité des Limites signé le 18 novembre 1779 à Bruxelles, la France cède à l'Autriche Westoutre, une partie du territoire du village de Leers, partie qui formera la commune de Leers-Nord en Belgique, ainsi que quelques terres agricoles le long de la frontière. L'Autriche cède aussi à la France quelques terres agricoles le long de la frontière.
- 1782 : par un arrêt du Conseil du roi du 25 octobre 1782, afin de rectifier et simplifier la frontière entre la Flandre française et le Hainaut français, neuf villages et hameaux du pays d'Ostrevent sont transférés de la province du Hainaut français (généralité de Valenciennes) à la province de Flandre française (généralité de Lille) : Dechy, Erchin, Férin, Flesquières (dans l'actuelle commune de Cantin), Guesnain, Lallaing, Loffre, Masny et Roucourt ; tandis que 3 villages sont transférés de la Flandre française au Hainaut français : Abscon, Erre et Marquette-en-Ostrevant.

## Culture flamande de France
Le Douaisis et Lille ont toujours fait partie du domaine d'oïl, et ce depuis le début de l'existence du comté de Flandre au IXe siècle. En revanche, jusqu’au début du XXe siècle, la majorité de la population du Westhoek français et d'une bonne partie de l'arrondissement de Saint-Omer parlait le flamand français, dialecte néerlandais, et donc distinct du picard parlé en Flandre romane. Le flamand fut enseigné dans les écoles primaires de la région jusqu'à l'interdiction de 1853 par l'académie de Lille. Cet arrêté n'a jamais été remis en cause depuis, mais il s'applique tout autant au picard et au ch'ti.
Au début du XXIe siècle, certaines personnes âgées dans les villages parlent encore le flamand entre elles. L'Institut de la langue régionale flamande, installé à Cassel, organise l'enseignement du  flamand régional (en parallèle, le néerlandais standard est enseigné dans de nombreuses écoles et collèges dans un cours d'une heure par semaine, ainsi que dans la plupart des lycées du nord de la région, mais le néerlandais n'est pas une langue régionale, contrairement au flamand français).
Par ailleurs, des jeux flamands (comme la bourle) sont encore pratiqués. Les kermesses sont nombreuses, et les fêtes des moissons et de corporation revêtent un caractère traditionnel apprécié par les visiteurs.
Le flamand est reconnu par l'État français comme langue régionale. Bien que référencé par la Délégation générale à la langue française et aux langues de France (DGLFLF) sous le nom de flamand occidental, le flamand français se différencie du flamand occidental stricto sensu par sa grammaire, sa prononciation (par exemple, le phonème /ʃ/ n'existe pas en flamand occidental) et par sa graphie, restée traditionnelle et fidèle au vieux flamand de la région (par exemple, maintien du [ae], prononcé /ɒː/ ou /ɔː/, qui correspond au néerlandais standard [aa], lui prononcé /ɑ:/).
On trouve des traces de l'extension du flamand dans la toponymie locale : Bergues « mont », Brouckerque « église du marais », Dunkerque signifie « église de la dune », Godewaersvelde « champ de Geoffroy », Steenwerck « chemin (ou ouvrage) de pierre » et Hazebrouck « marais du lièvre », Wissant « sable blanc », etc.
Il existe des associations de défense du patrimoine culturel flamand, telles que le Comité flamand de France, le Cercle Andries Steven ou encore De katjebei.
En 2008, à la suite du succès du film Bienvenue chez les Ch'tis, dont l'histoire se déroule à Bergues, et où on montre les habitants de la région comme des gens simples mais bien sympathiques et parlant ch'ti, certains Flamands de France ont été choqués que ce film donne l'impression que, dans la région de Bergues, on parle un dialecte picard, alors qu'historiquement — et encore dans les années 2010 — elle reste flamande.

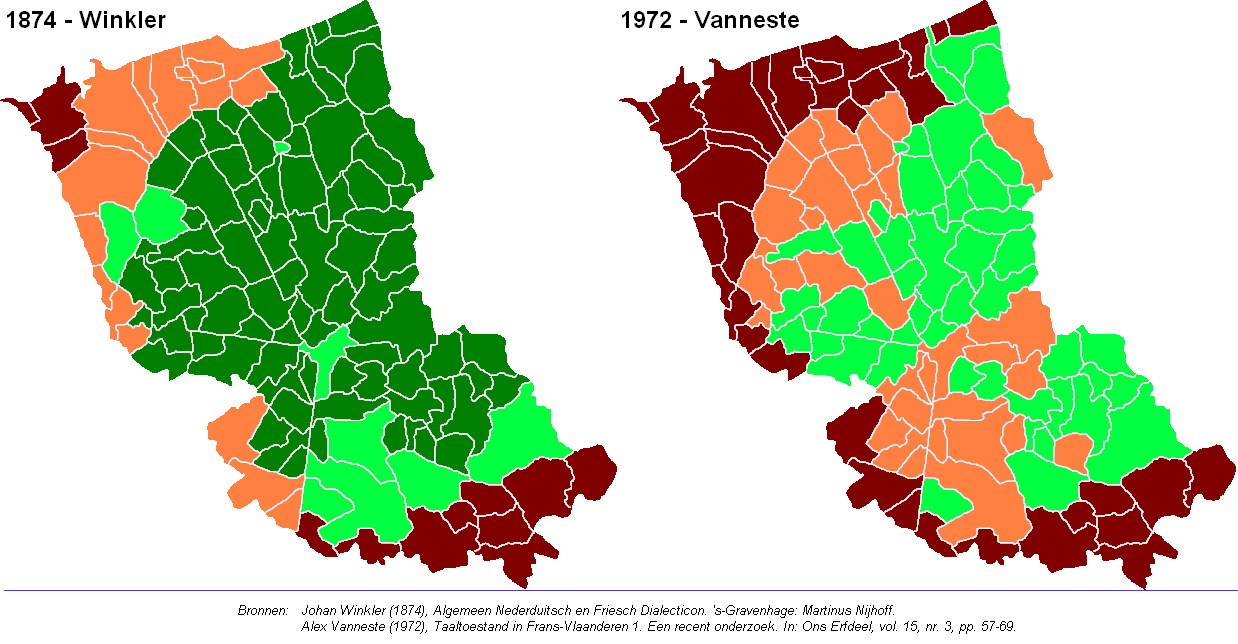
Le néerlandais (flamand) en France. À gauche, la situation en 1874; à droite, celle de 1972.
francophone
bilingue, avec majorité francophone
bilingue, avec majorité flamande
néerlandophone (flamand occidental)

Mais la culture flamande ne se limite pas à la langue parlée.
La gastronomie (notamment illustrée par les estaminets), l'art, l'industrie, l'architecture, etc. montre s'il en est une homogénéité des deux côtés de la frontière.
La Flandre historique a toujours été bilingue comme d'autres régions en Europe (par ex. la Bretagne).

### Environnement
La géologie et la faiblesse du relief (hormis les monts de Flandre ; buttes tertiaires relictuelles au sol plus acide, où le boisement a été conservé en raison des sols pauvres et pentus) expliquent des cours d'eau très lents qui ont créé ce paysage de « Plat-pays ».
La nature sauvage et les grandes forêts ont précocement disparu de cette région en raison de son potentiel agricole exceptionnel, valorisé dès la fin de la préhistoire.

Beaucoup d'espèces des anciennes lisières et clairières forestières et des zones humides ont néanmoins pu survivre de la préhistoire aux années 1950 dans le bocage et dans les nombreuses mares creusées dans l'argile des flandres (Chaque maison avait sa mare, et de nombreuses pâtures avaient les leurs), de même pour les oiseaux. Le bocage a longtemps permis la conservation d'essences forestières ou de lisières telles que l'aubépine, le prunellier, le sureau, la ronce, l'églantier, les chênes, ormes (presque disparu à la suite d'une épidémie de graphiose de l'orme, frênes, saules, aulnes, peupliers, dont certains étaient couramment taillés en têtards.
J. Macquart, en 1851 dans les Mémoires de la Société des sciences de l'agriculture et des arts de Lille décrivait ainsi le bocage flamand; 
« Les arbres forestiers que nous avons transplantés dans nos vergers, dans nos bosquets, le long des chemins et des cours d'eau, forment une partie considérable de la richesse du sol dans quelques-unes de nos provinces, et particulièrement dans la Flandre. Pour s'en faire une idée, il faut gravir le mont Cassel (Castellum morinorum), aux souvenirs romains, trois fois champ de bataille sous les rois Philippe, et jeter les yeux sur le panorama qui s'étend de Dunkerque à Lille. Cette heureuse contrée où les terres arables luttent de fertilité avec les nombreux pâturages, est semblable à une vaste forêt mêlée de petites clairières, et cependant, à l'exception de la forêt de Nieppe, du bois de Clairmarais et de quelques bosquets, toutes les plantations qui semblent couvrir la terre sont celles des vergers, dont l'intérieur est planté d'arbres fruitiers, et le bord, généralement orné d'un ou deux cordons d'ormes.
Dans les haies d'Aubépine ou de Pruneliers s'élèvent des Chênes, des Peupliers, des Frênes. Le bord des chemins est planté de Peupliers de Hollande (Bois-blancs), dont les racines traçantes raffermissent le sol et eu absorbent l'humidité, tandis qu'un large fossé préserve de cet effet les champs riverains. »
Les ormaies caractéristiques de la plaine maritime ont disparu avec la régression du bocage encouragée par les remembrements, mais aussi à cause de l'épidémie de graphiose de l'orme qui a décimé cette espèce dans toute l'Europe dans les années 1970-1980.
Il reste néanmoins sur les monts et dans les dépressions plus humides des reliques de milieux naturels ou semi-naturels riches en biodiversité, qui sont des éléments de la trame verte régionale et nationale.
Le Conservatoire botanique national de Bailleul met en ligne une flore de Flandre française.

### Arts
La Flandre française compte quelques artistes, comme:
- la dynastie Van Blarenberghe, peintres miniaturiste et reporters de guerre à la Cour.
- Jehan de Boulogne dit Giambologna, sculpteur né à Douai en 1529 et mort à Florence le 14 août 1608.
- Jehan Bellegambe (Douai, 1470-1553), peintre
- la dynastie des peintres Waillant, originaire de Lille peintres et graveurs.
- Arnould de Vuez (Saint Omer 1644 - Lille 1720), peintre
- Joseph Wamps (Lille 1688-1744), peintre

### Littérature
L'œuvre de l'auteur dunkerquois Michel de Swaen est encore reconnue de nos jours dans l'ensemble de l'espace néerlandophone comme l'une des plus importantes de la littérature flamande.
Le Théâtre populaire pour la Flandre française de Flor Barbry est une société théâtrale néerlandophone donnant des représentations en Flandre-Occidentale (Belgique) et Flandre française depuis 1954.
L'écrivain Maxence Van der Meersch et Marguerite Yourcenar qui a vécu au Mont noir ont notamment écrit sur leur région.
À la fin du XIXe siècle, est entrepris un travail de recueil des contes populaires composant la culture orale du pays, conçus pour être dits et entendus et non pour être lus, souvent en flamand, langue du terroir. Des livres et revues rendent compte de ce riche patrimoine de contes.

### Musique et chanson
- La Flandre française est souvent évoquée par le chanteur William Schotte qui publie, entre autres, un CD intitulé Les échos du Westoek en 1998.

- Le chanteur Raoul de Godewarsvelde (de son vrai nom Francis Albert Victor Delbarre) fait référence au village de  Godewaersvelde, situé en Flandres Françaises proche de Bailleul (Nord).